# Terminal Rodoviário do Parque das Camélias (cidade do Porto)
Terminal Rodoviário Parque das Camélias (cidade do Porto) é uma das centrais de camionagem do espaço urbano da cidade do Porto, na zona da Praça da Batalha (Porto). Localiza-se, no Porto, perto do Teatro Nacional São João, da Igreja de Santa Clara (Porto), das Muralhas fernandinas do Porto e da Ponte de D. Luís (Porto).
O Parque das Camélias é utilizado, como terminal e início de linha, por diversas empresas privadas de autocarros, como a AJ Espírito Santo (oito linhas), a Moreira Gomes & Costas (seis), a Auto Viação Feirense (duas), a União dos Transportes dos Carvalhos e a Caima Transportes, bem como da Rede UNIR Mobilidade.